# Bouferoudj
Bouferoudj ou Boufaroudj est une localité et chef-lieu de la commune d'Hammam Guergour, dans la Wilaya de Sétif, en Algérie.